# رژه اسب کیوتو
رژه اسب کیوتو (به ژاپنی: 京都御馬揃え) به رژه ای گفته می‌شود که در تاریخ اول آوریل ۱۵۸۱ در اواخر دوره سنگوکو در کیوتو توسط اودا نوبوناگا برگزار شد. این رژه شامل رژه نظامی و نمایش نیروی نظامی بود. در این رژه بسیاری از ژنرال‌های نوبوناگا از جمله نیوا ناگاهیده و شیباتا کاتسوایه شرکت داشتند. از امپراتور اوگیماچی (زاده ۱۵۱۷-درگذشته ۱۵۸۶) و برخی از وابستگان به دربار نظیر کونوئه ساکی‌هیسا نیز برای بازدید از رژه دعوت شده بود.